# Baie de Lejre
La baie de Lejre est longue de 8 km au sud-ouest du fjord de Roskilde. Elle s'étend de Gershøj sur la rive ouest à Nørhoved sur Bognæs, et au sud a Lindenborg, où la Holbækmotorvejen passe à proximité. Plusieurs petits îlots parsèment la baie peu profonde.
La baie fait partie du plan naturel  Natura 2000 105. Roskilde Fjord og Jægerspris Nordskov. Elle fait partie à la fois d'une zone de protection spéciale (136. Roskilde Fjord, Kattinge Vig og Katting Sø) et d'une zone spéciale de conservation européenne. Des zones à l'extrêmité sud jusqu'aux berges comprennent une grande aire de 100 ha protégée de 1947 à 1962, et une zone de 476 ha autour du manoir de Lindhom comprend une aire protégée depuis 1969.